# Terradillos de Esgueva
Terradillos de Esgueva – gmina w Hiszpanii, w prowincji Burgos, w Kastylii i León, o powierzchni 14,39 km². W 2011 roku gmina liczyła 104 mieszkańców.